# Piazze centrali di Mosca
Il sistema delle piazze centrali di Mosca è una catena di piazze di Mosca che si trova attorno alle aree storiche del Cremlino e del Kitaj-gorod e le piazze e i viali che le collegano formano la circonvallazione più interna di Mosca. 
I nomi delle piazze centrali sono cambiati molte volte nel tempo per ragioni politiche e a seguito della riqualificazione urbana.

## Elenco
Questa è una lista delle piazze centrali in senso orario partendo dal ponte Bol'shoj Kamennj: 
- Piazza Borovitskaja
- Piazza del Maneggio
- Piazza della rivoluzione (anello interno) e Piazza Teatral'naja (anello esterno)
- Piazza Lubjanka
- Piazza Porta Ilyinka
- Piazza Slavjanskaja
- Piazza Porta Varvarskiye